# Blois (stad)
Blois is een Franse stad, gelegen op een strategisch punt tussen twee heuvels aan de rechteroever van de Loire. De stad telde 47.092 inwoners op 1 januari 2022 en is de hoofdstad van het departement Loir-et-Cher in de oude provincie Orléanais. 
Door de talrijke steile en kronkelige straatjes, die op sommige plaatsen door trappen met elkaar zijn verbonden, en door de harmonieuze, oude gebouwen waant de bezoeker zich in de middeleeuwen. Vanaf de kades heeft men, vooral bij zonsondergang, een goed uitzicht op de Loire en de Pont J. Gabriel.

## Geschiedenis
Blois wordt, onder de naam Blesae, voor het eerst in 6e eeuw genoemd door Gregorius van Tours in zijn Historia Francorum. In de 10e eeuw werd het de hoofdstad van een graafschap. De invloedrijke graven van Blois, die van Hugo Capet afstamden, beheersten in de middeleeuwen twee gewichtige gebieden, enerzijds de streek van Blois en Chartres, anderzijds de verafgelegen Champagne. Ondanks herhaalde aanvallen van hun buren en rivalen, de graven van Anjou, wisten zij een machtige dynastie te stichten. Een van de graven, Stefaan, trad in het huwelijk met Adela, de dochter van Willem de Veroveraar, en hun zoon Stefaan van Blois werd in 1135 koning van Engeland. Vanaf het midden van de 12e eeuw begon de dynastie zich meer te interesseren voor de Champagne. In 1392 verkocht de laatste, kinderloze graaf, Guy de Châtillon, zijn graafschap aan hertog Lodewijk I van Orléans, broer van koning Karel VI. Sinds die tijd hield het hof van Orléans zich op te Blois.
Een merkwaardige bewoner van het kasteel was Karel van Orléans, de oudste zoon van hertog Lodewijk, die na de Slag bij Agincourt 25 jaar in Engelse krijgsgevangenschap doorbracht, en daar de tijd draaglijk maakte door het schrijven van gedichten. Na zijn terugkeer in Frankrijk (1440) verbleef hij het liefst in Blois, liet het kasteel herbouwen om het meer bewoonbaar te maken, en omringde zich met een kleine hofhouding van kunstenaars en dichters als François Villon. Zelf schreef hij ook gedichten. Op de hoge leeftijd van 71 jaar viel hem, na twee kinderloze huwelijken, nog de eer te beurt uiteindelijk vader te worden van een zoon, de toekomstige Lodewijk XII, die in het kasteel van Blois geboren werd.
De redenen waarom een aantal Franse koningen van het huis Valois zich in de Loirevallei vestigden, waren van politieke aard. In het heetst van de Honderdjarige Oorlog ontvluchtte de zwakke Karel VII Parijs, waar de Engelse koning zich inmiddels de Franse kroon had toegeëigend. Karel VII zocht een toevlucht in de provincies die hem trouw waren gebleven: Touraine, Poitou, Berry en Blésois. Na de fabelachtige opmars van Jeanne d'Arc, waarbij de Loirestreek als eerste werd bevrijd, verkoos Karel VII in de provincies te blijven die aan zijn zijde stonden. Ook zijn opvolgers hielden zich aan de traditie. Parijs raakte in de vergetelheid, tot Hendrik IV het opnieuw tot koninklijke residentiestad uitkoos. Zijn verbannen vrouw Maria de' Medici woonde op het kasteel van 1617 tot 1619 en kort daarna Gaston van Orléans, die er verbleef tot zijn dood in 1660.
In 1697 werd Blois een bisdom, met zetel in de kathedraal van Blois. In 1814 nam Marie Louise, de vrouw van de verslagen keizer Napoleon Bonaparte, kortstondig het regentschap waar vanuit de stad.
In de begindagen van de Tweede Wereldoorlog werd Blois overspoeld door vluchtelingen uit het noorden. Op 20 juni 1940 werd de stad bezet door de Duitsers na verschillende dagen van hevige bombardementen. De Fransen hadden de tiende boog van de Loirebrug opgeblazen en hevig weerstand geboden, maar toen de 1. Kavallerie-Division in Beaugency overstak en uit het oosten naderde, werd Blois open stad verklaard. Desondanks werden zes Senegalese en Maghrebijnse tirailleurs die de brug hadden verdedigd, door de Wehrmacht geëxecuteerd. Eind 1944 werd Blois bevrijd door de Amerikanen, opnieuw voorafgegaan door enkele dagen van bombardementen.

## Bezienswaardigheden
- De kathedraal Saint-Louis, oorspronkelijk gebouwd in de 12e eeuw, maar in de 16e eeuw herbouwd, werd in 1678 door een orkaan totaal verwoest, en dateert in haar huidige vorm uit 1680. De glasramen in de middenbeuk zijn het werk van de Nederlandse kunstenaar Jan Dibbets (1941), die in het kader van de restauratie in 1992 een serie van 33 kerkramen heeft ontworpen en uitgevoerd. In zijn ontwerp liet Dibbets zich inspireren door de Heilige Schrift en de liturgie: op de onderste ramen zijn gekleurde letters van verschillende afmetingen aangebracht, terwijl op de bovenste vensters allerlei Bijbelse symbolen zijn uitgebeeld.
  - De Crypte Saint-Solenne: onder het koor van de kathedraal werden in 1936 de resten ontdekt van de Karolingische kerk, eind 10e eeuw gebouwd door de graven van Blois, om de relieken van de H. Solenne te bewaren. Deze was in de 5e eeuw bisschop van Chartres, en had Remigius van Reims geassisteerd bij het doopsel van Clovis, aan wie hij later godsdienstonderricht gaf. Solenne overleed te Blois en werd hier begraven.

- De kerk Saint-Nicolas van de voormalige benedictijner abdij werd gebouwd tussen 1138 en het begin van de 13e eeuw. Het gebouw illustreert voortreffelijk de evolutie van de vroege gotiek.
- De basiliek Notre-Dame de la Trinité werd opgericht door de architect Paul Rouvière en na de Tweede Wereldoorlog verder afgewerkt. Deze kerk is een van de belangrijkste religieuze monumenten van de 20e eeuw in Frankrijk.

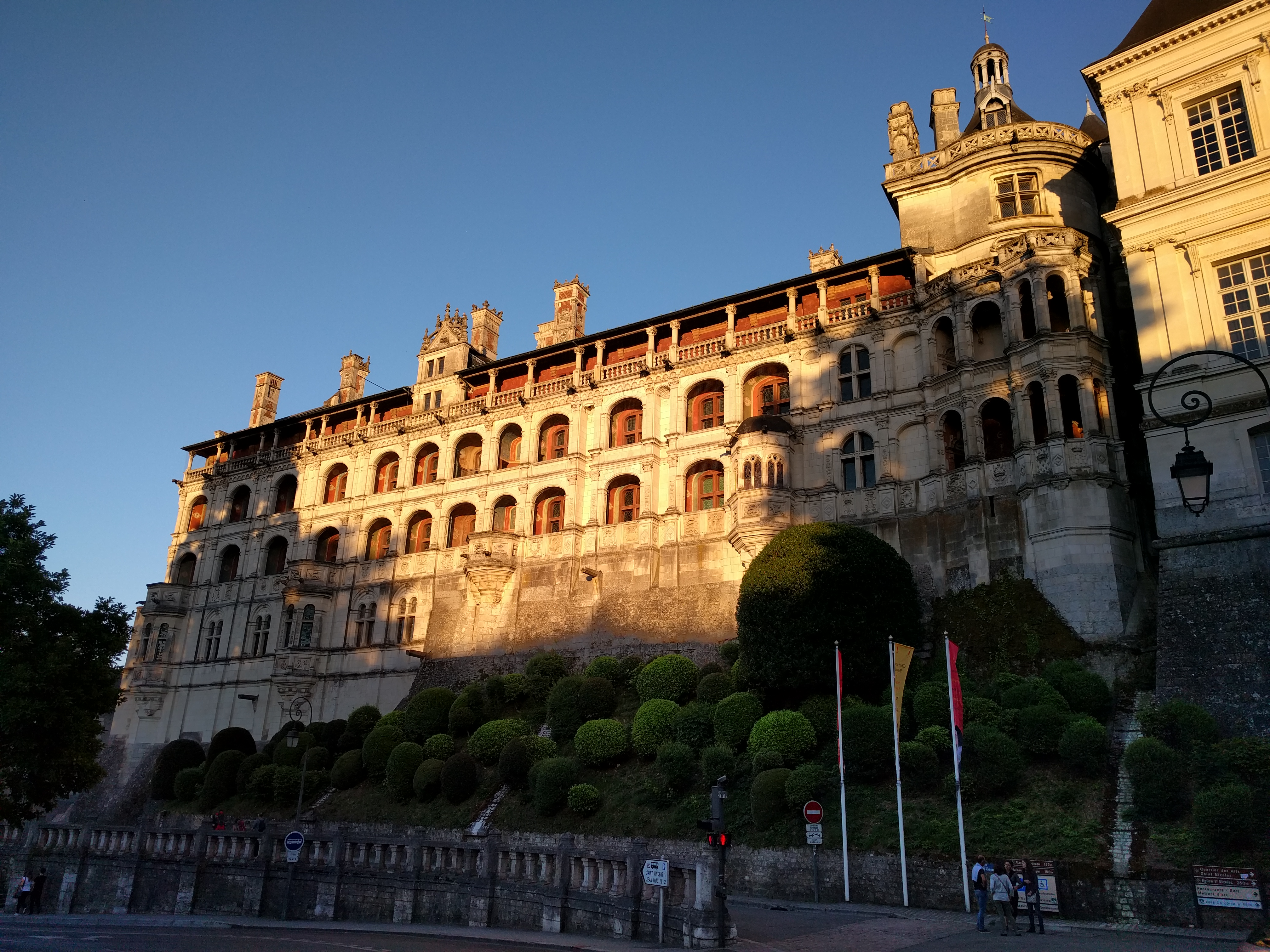
Kasteel van Blois: de gevel met de loges

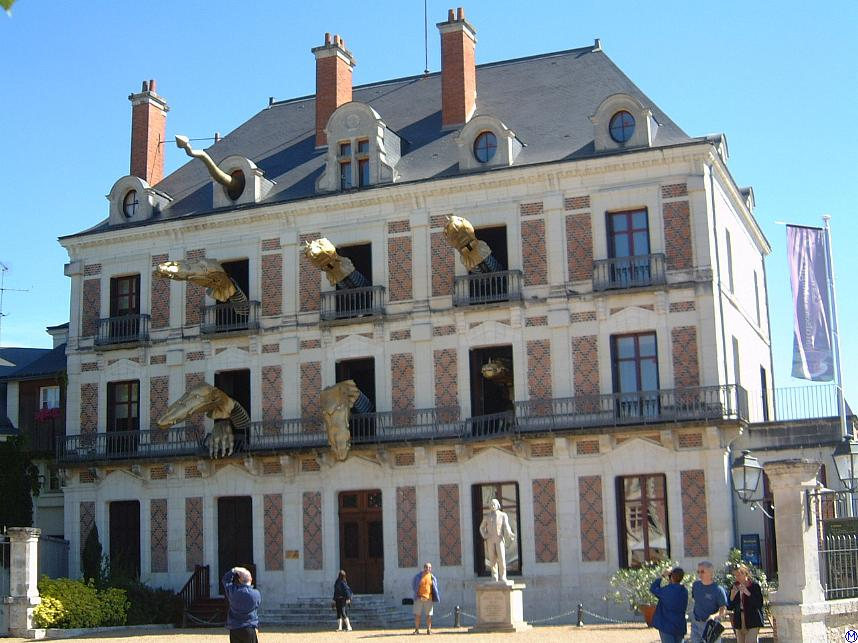
Het huis met de drakenkoppen, het Maison de la Magie in Blois

- Het 'koninklijk kasteel' kasteel van Blois is een goed voorbeeld van een renaissancekasteel, in oorsprong een 13e-eeuwse burcht van de graven van Blois (uit die periode bleef de zaal van de Standenvergadering bewaard). Koning Lodewijk XII liet hier aan het einde van de 15e eeuw een nieuw kasteel oprichten in Italiaanse renaissancestijl, met (nu verdwenen) Napolitaanse tuinen. Frans I vormde het kasteel in het begin van de 16e eeuw om tot een meesterwerk van Franse renaissancekunst, door een vleugel bij te bouwen met daarin de wereldberoemde open wenteltrap en de "gevel met de loges". In dit kasteel ontving hij ooit keizer Karel V. Halverwege de 16e eeuw werd het de residentie van koningin-moeder Catharina de' Medici, die er overleed, en van haar zoon Hendrik III, die er zijn rivaal Hendrik I van Guise liet vermoorden. In de 17e eeuw liet Lodewijk XIII eerst zijn moeder Maria de' Medici en later zijn broer Gaston van Orléans naar Blois verbannen. Deze gaf de architect Mansart de opdracht een totaal nieuw classicistisch kasteel te bouwen, maar daar werd slechts één vleugel van gerealiseerd. Het kasteel liep zware schade op tijdens de Tweede Wereldoorlog, maar is volledig hersteld en herbergt nu verschillende musea: het Musée des Beaux-Arts (wandtapijten, schilderijen en tekeningen), het Musée archéologique (vondsten van opgravingen in het departement Loir-et-Cher), het Musée lapidaire (stenen voorwerpen die ooit deel uitmaakten van het kasteel). Op zomeravonden evoceert een 'klank-en-lichtspel' de geschiedenis van het kasteel.

- In het voormalige 'Jacobijnenklooster' zijn het Musée d’Art religieux (religieuze kunst) en het Muséum d’Histoire naturelle (opgezette dieren uit de regio) ondergebracht.

- Het museum en theater Maison de la Magie is een eerbetoon aan illusionist Jean Eugène Robert-Houdin (1805-1871), het pand was destijds zijn woning.

- De Tour Beauvoir, gebouwd in de 11e eeuw, werd een belangrijk onderdeel van de verdediging van de stad. Het is een van de oudste monumenten van Blois.

## Demografie
Onderstaande figuur toont het verloop van het inwonertal (bron: INSEE-tellingen).

## Sport
Van 1976 tot en met 1984 was Blois de startplaats van de in omgekeerde volgorde verreden Parijs-Tours, die destijds ook De Grote Herfstprijs werd genoemd. Finishplaats was Chaville, behalve in Parijs-Tours 1978 toen de wedstrijd met 5½ ronden op het autocircuit van de Parijse voorstad Montlhéry eindigde.

## Verkeer en vervoer
Het is een belangrijk wegenknooppunt op de hoofdwegen (Parijs→)Orléans→Tours(→Poitiers) en (Dijon→)Bourges→Le Mans(→Rennes) en het regionale handelscentrum van een grote en vruchtbare landbouwstreek (de Beauce en de Sologne).
Verder ligt in de gemeente spoorwegstation Blois - Chambord.

## Bekende inwoners van Blois

### Geboren
- Stefanus van Engeland (1096-1154), koning van Engeland (1135-1154)
- Peter van Blois (circa 1135-na 1204), dichter, diplomaat en staatsman
- Lodewijk XII van Frankrijk (1462-1515), koning van Frankrijk
- Renate van Frankrijk (1510-1574), hertogin van Chartres
- Denis Papin (1647-1712), natuurkundige, wiskundige en uitvinder
- Louis Didier Jousselin (1776-1858), ingenieur
- Jean Eugène Robert-Houdin (1805-1871), goochelaar
- René Guénon (1886-1951), Frans-Egyptisch esoterisch schrijver
- Gwénaël Gaussand (1975), bioloog
- Nicolas Vogondy (1977), wielrenner
- Ahmed Kantari (1985), Marokkaans-Frans voetballer
- Aly Cissokho (1987), voetballer van Senegalese afkomst
- Hildegarde Fesneau (1995), violist
- Corentin Jean (1995), voetballer

### Overleden
- Isabella van Valois (1389-1409), koningin van Engeland
- Anna van Bretagne (1477-1514), hertogin van Bretagne en koningin van Frankrijk
- Claude van Frankrijk (1499-1524), koningin van Frankrijk
- Hendrik I van Guise (1550-1588), hertog van Guise, verantwoordelijk voor de Bartholomeusnacht
- Catharina de' Medici (1519-1589), koningin van Frankrijk
- Maria Casimira de la Grange d'Arquien (1641-1716), koningin van Polen
- Jean-Louis Émile Boudier (1828-1920), apotheker en mycoloog
- Jean-Jacques Herbulot (1909-1997), architect en jachtontwerper

## Galerij

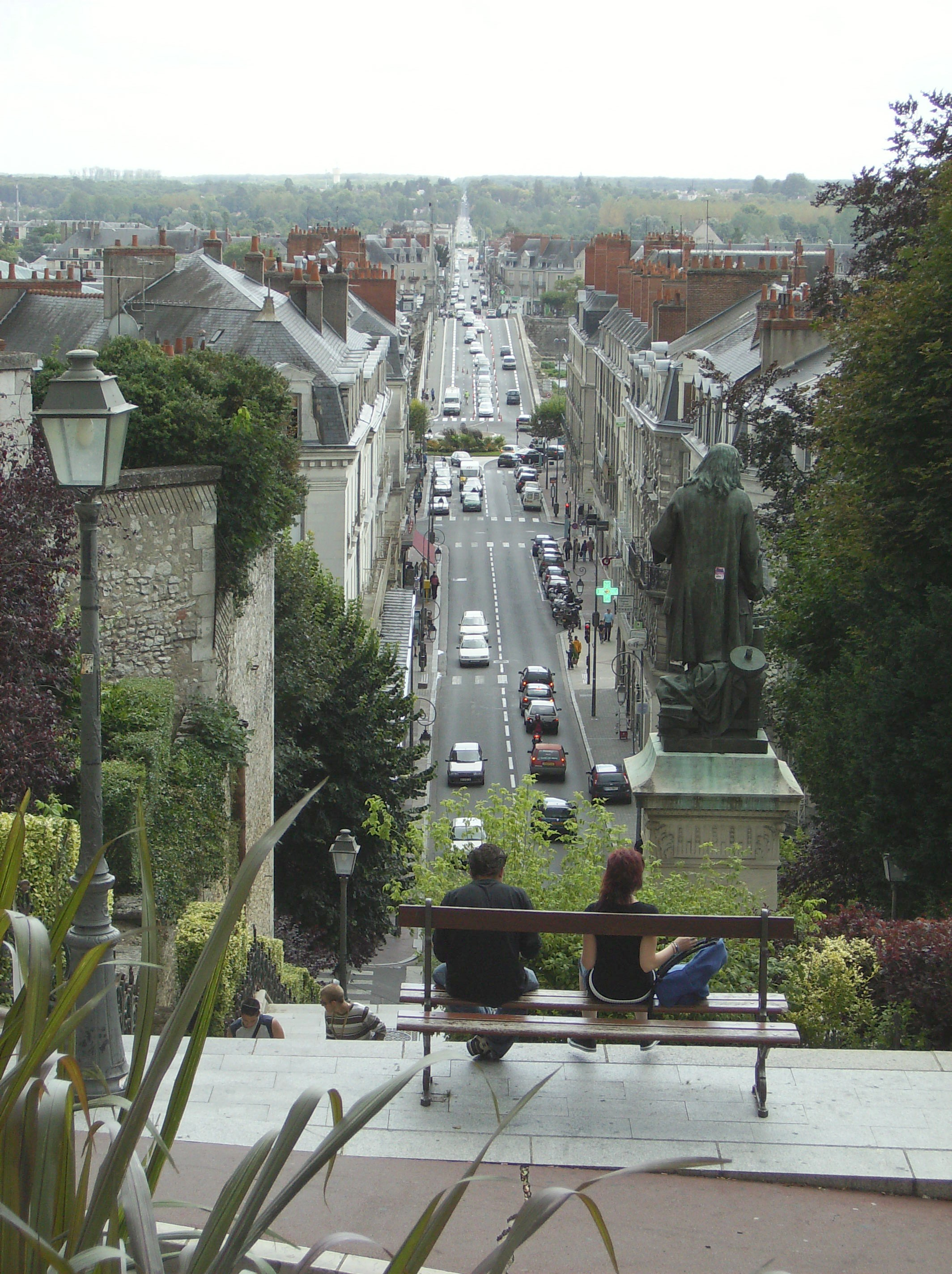
De straat Rue Denis Papin
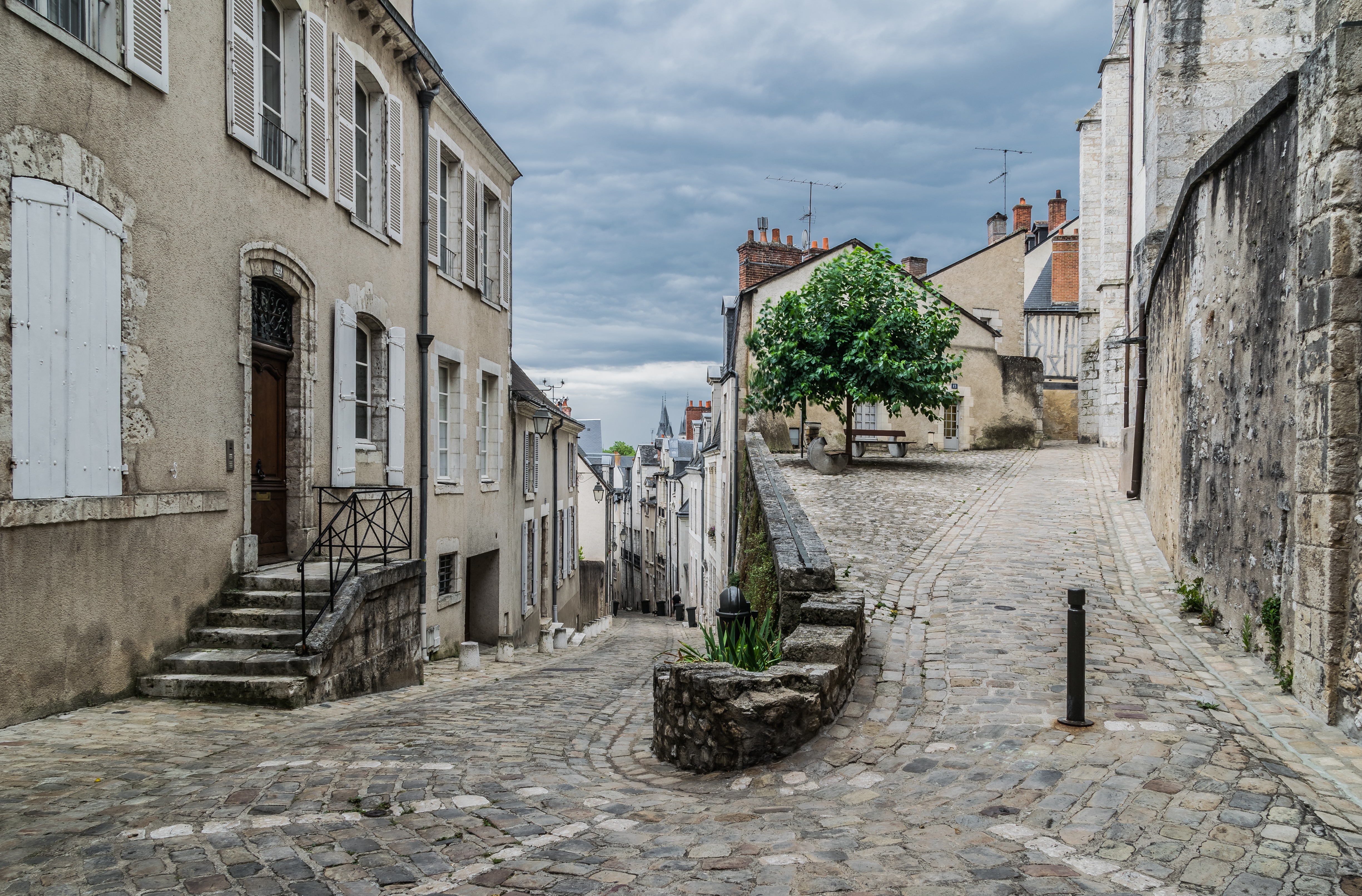
De straten Rue des Papegaults en Petit Degres Saint-Louis
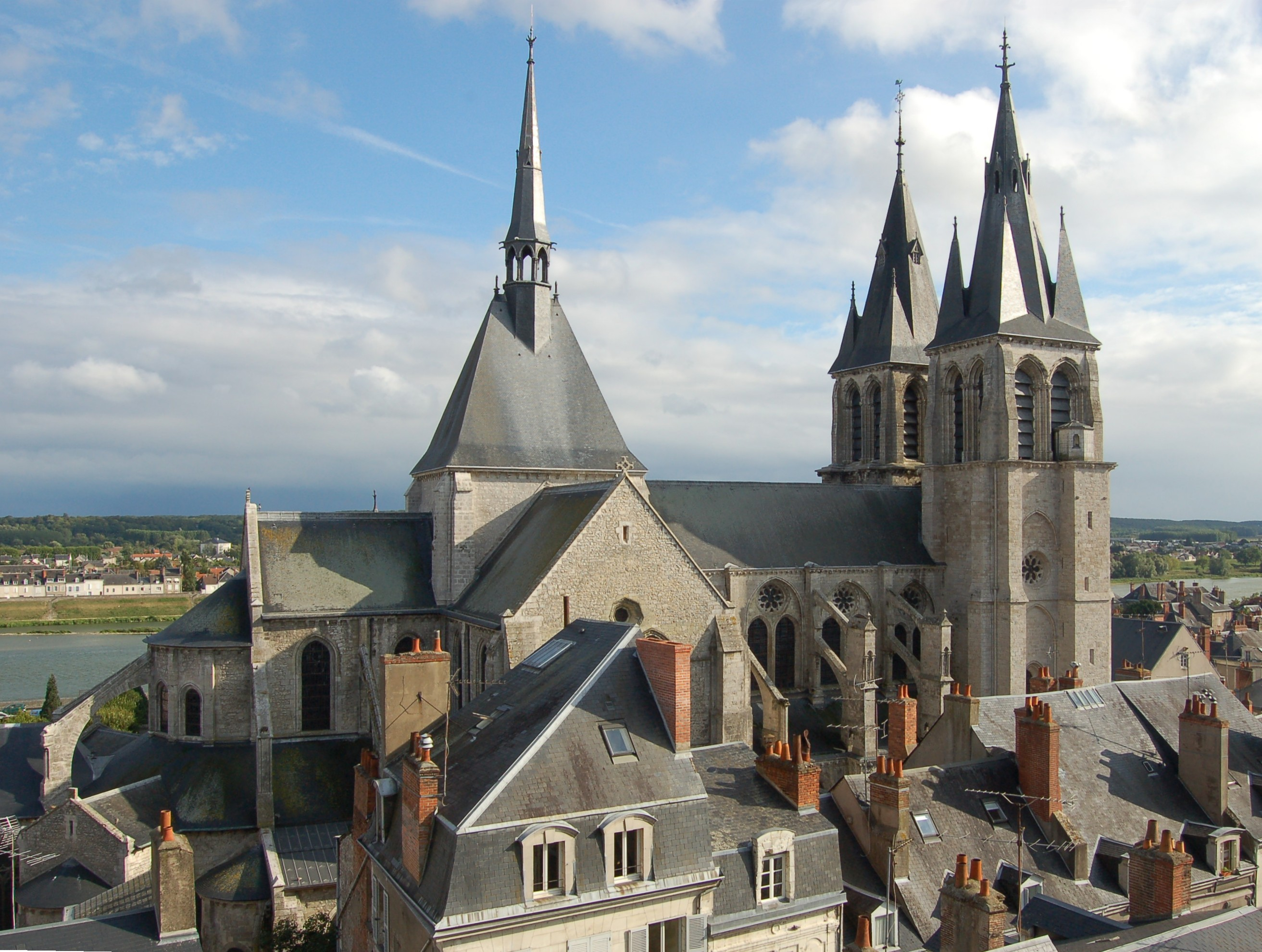
De Saint-Nicolas kerk
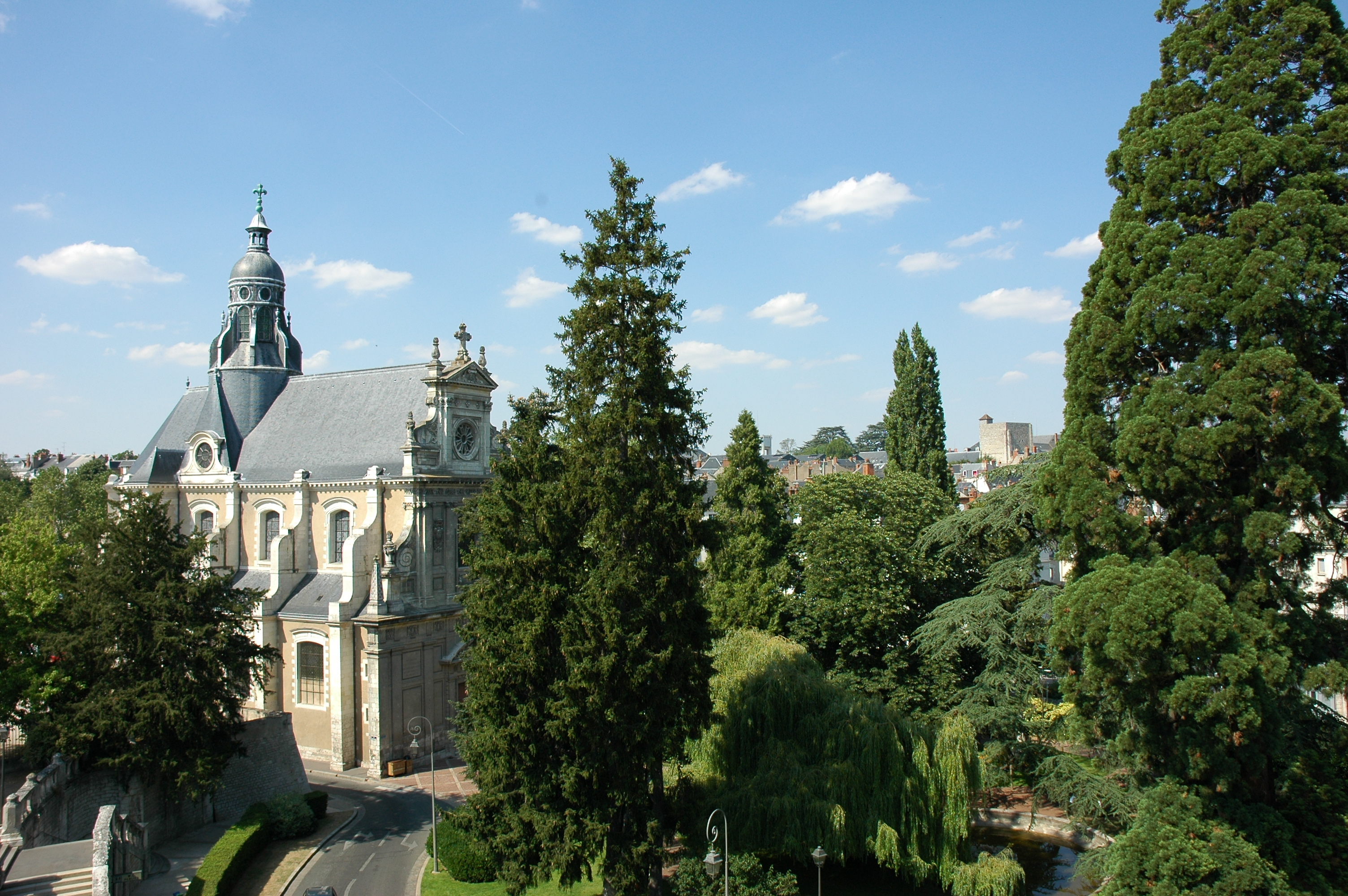
De Saint Vincent kerk
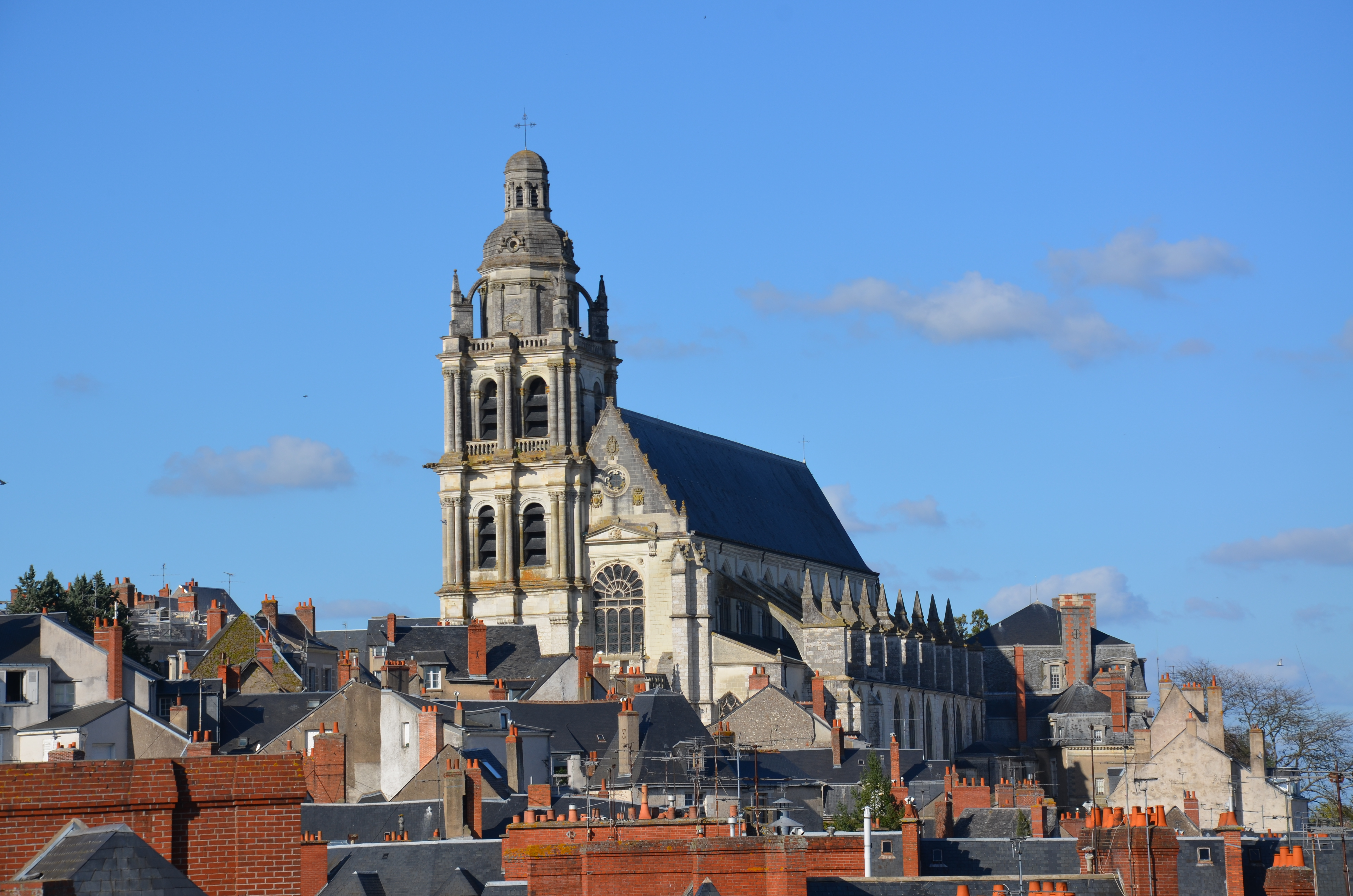
De kathedraal Saint Louis van Blois
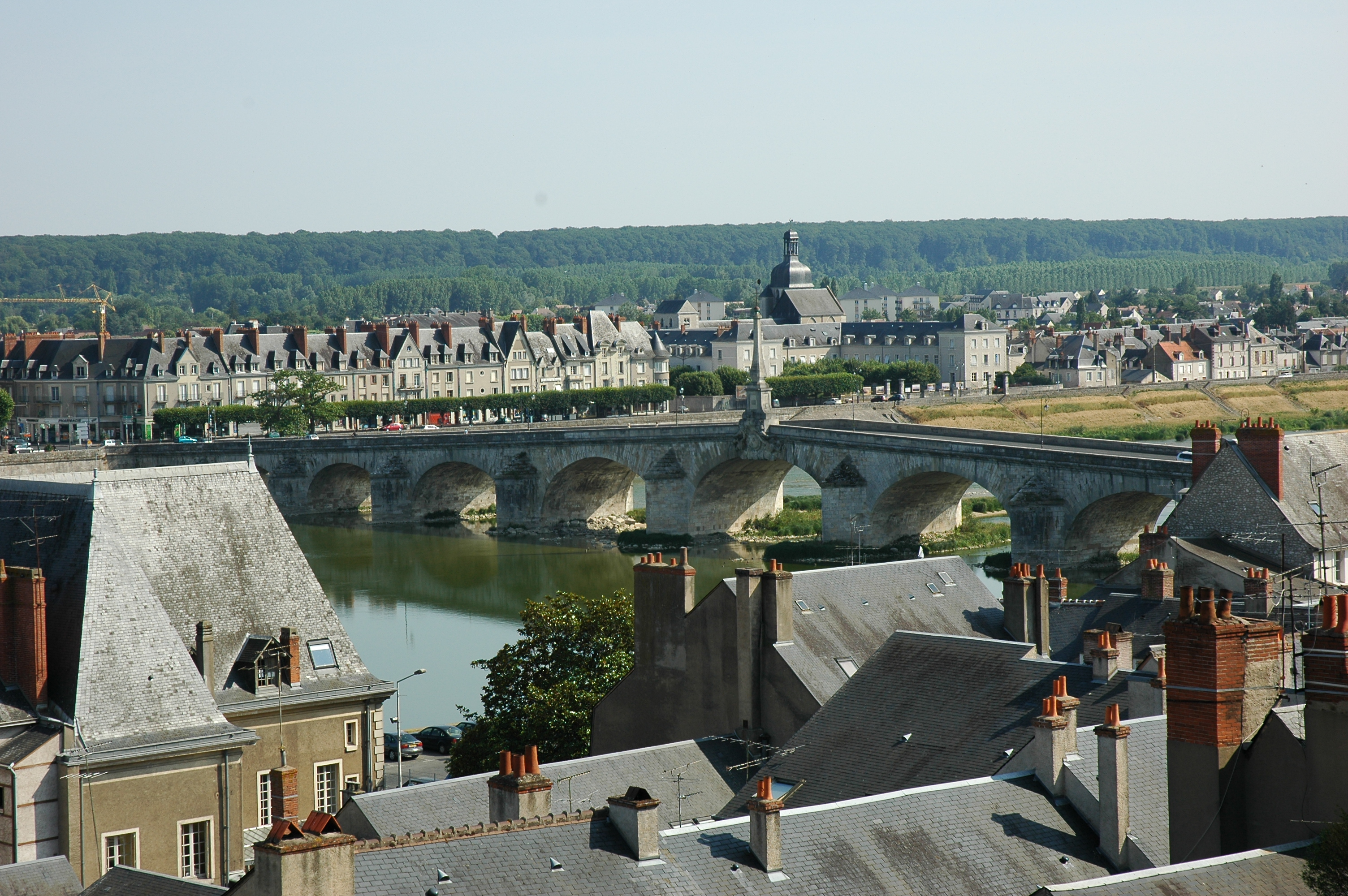
De brug pont Jacques-Gabriel
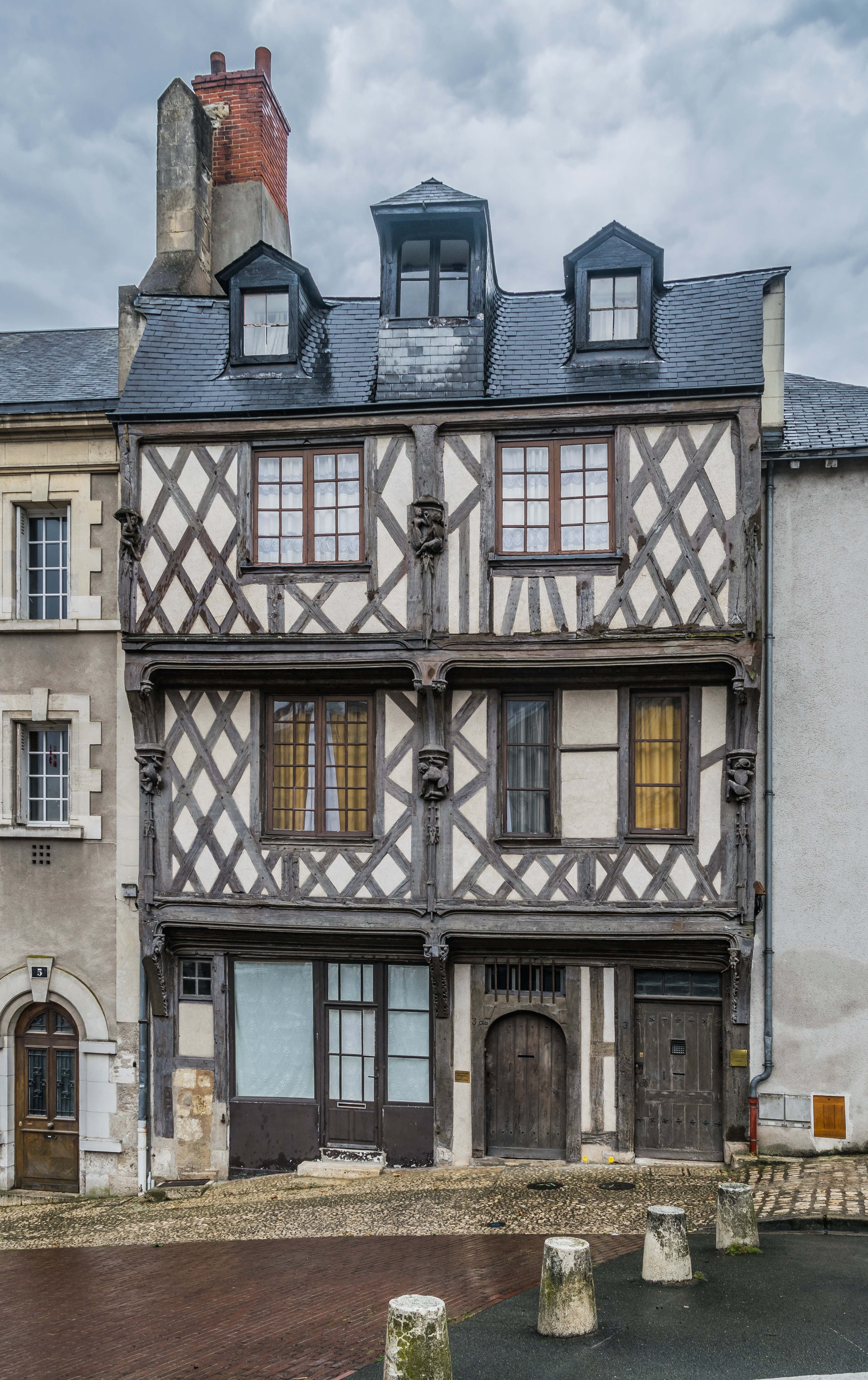
Maison de l'acrobate